# Casa del Gremi de Pellaires
La casa del Gremi de Pellaires era un conjunt d'edificis situats al carrer del Portal Nou, 2 i del Comerç, 26 de Barcelona, del qual només es conserva el darrer.

## Història i descripció

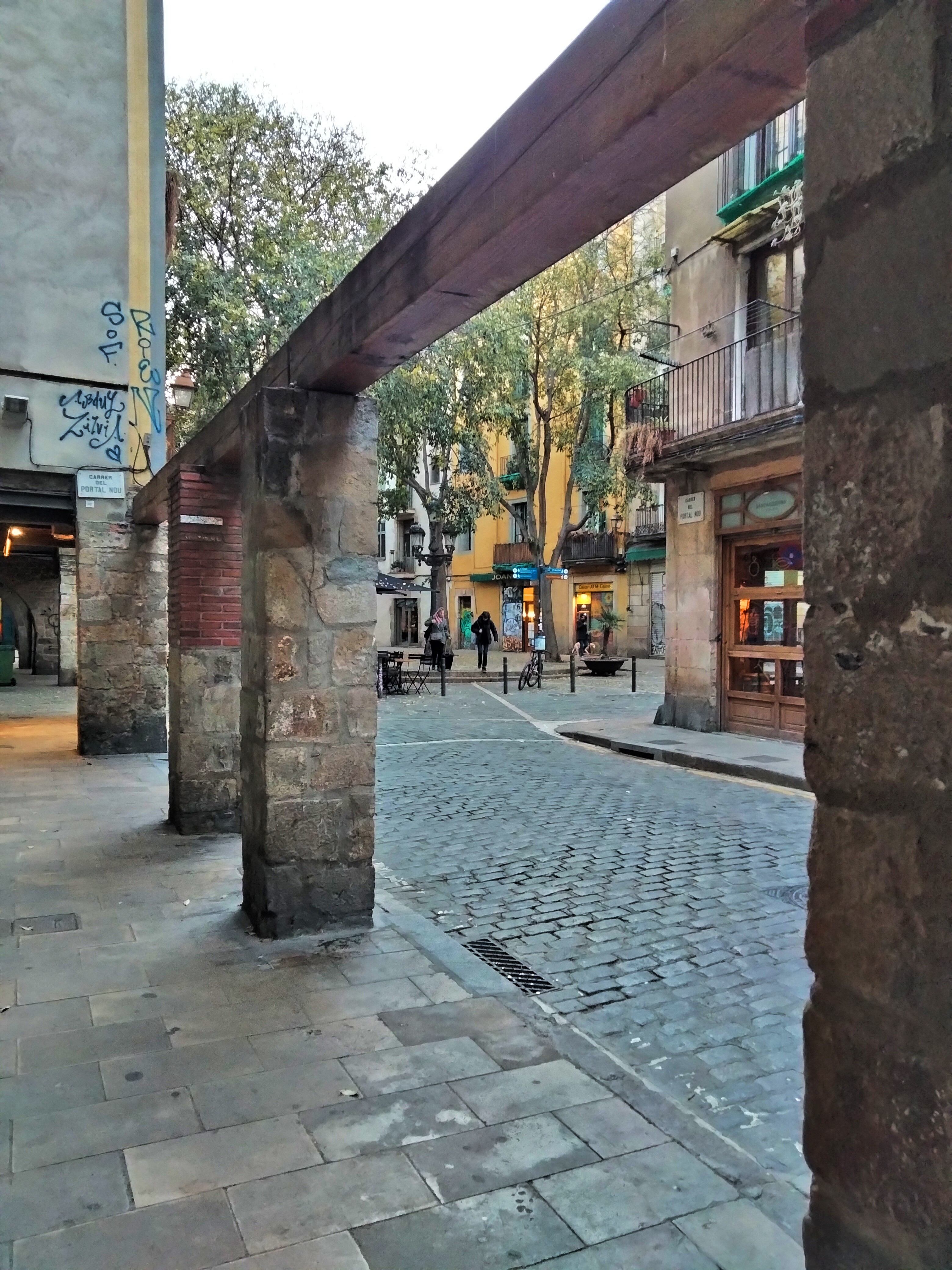
Restes del porxo al carrer del Portal Nou, 2

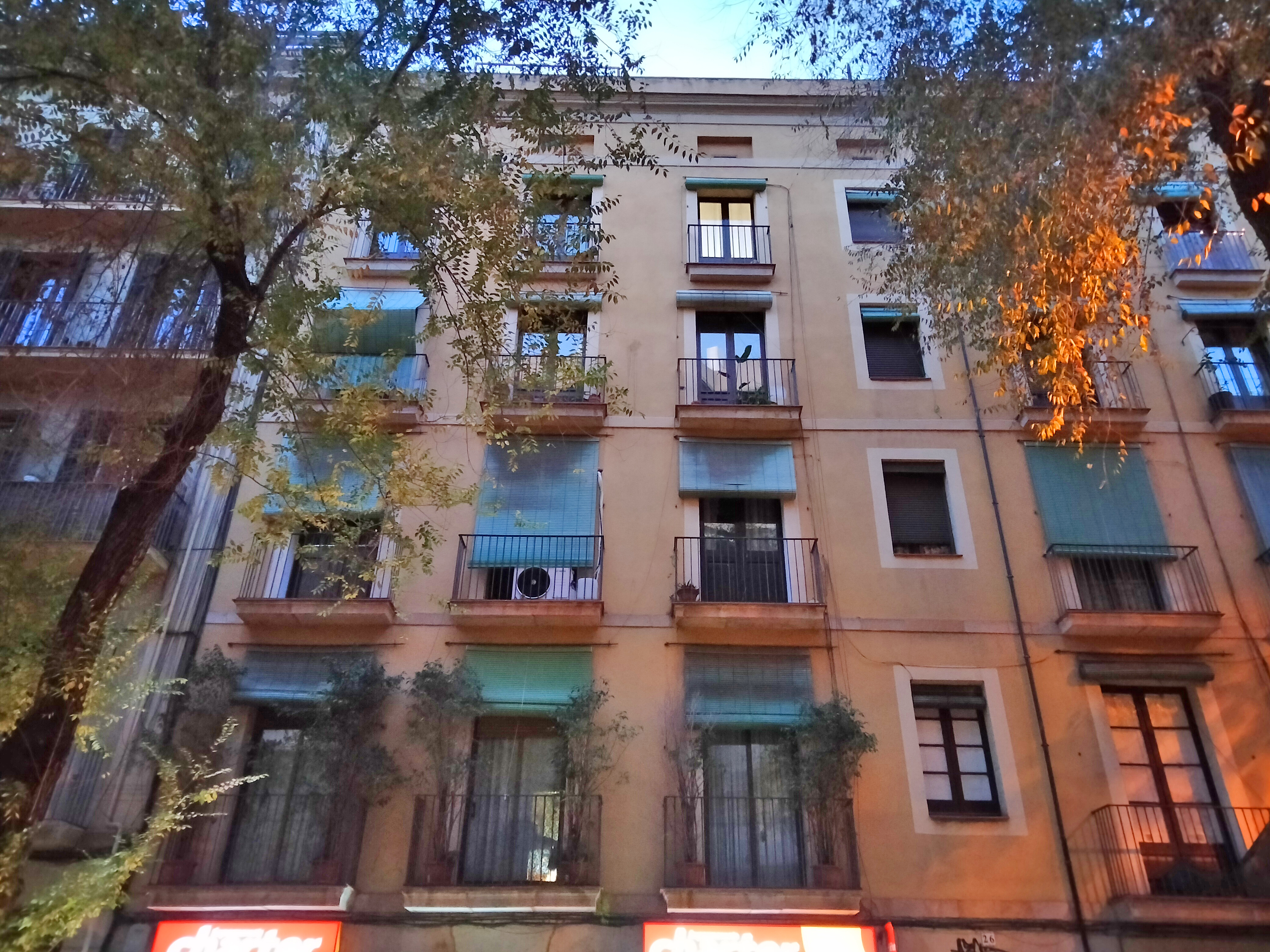
Façana del carrer del Comerç, 26

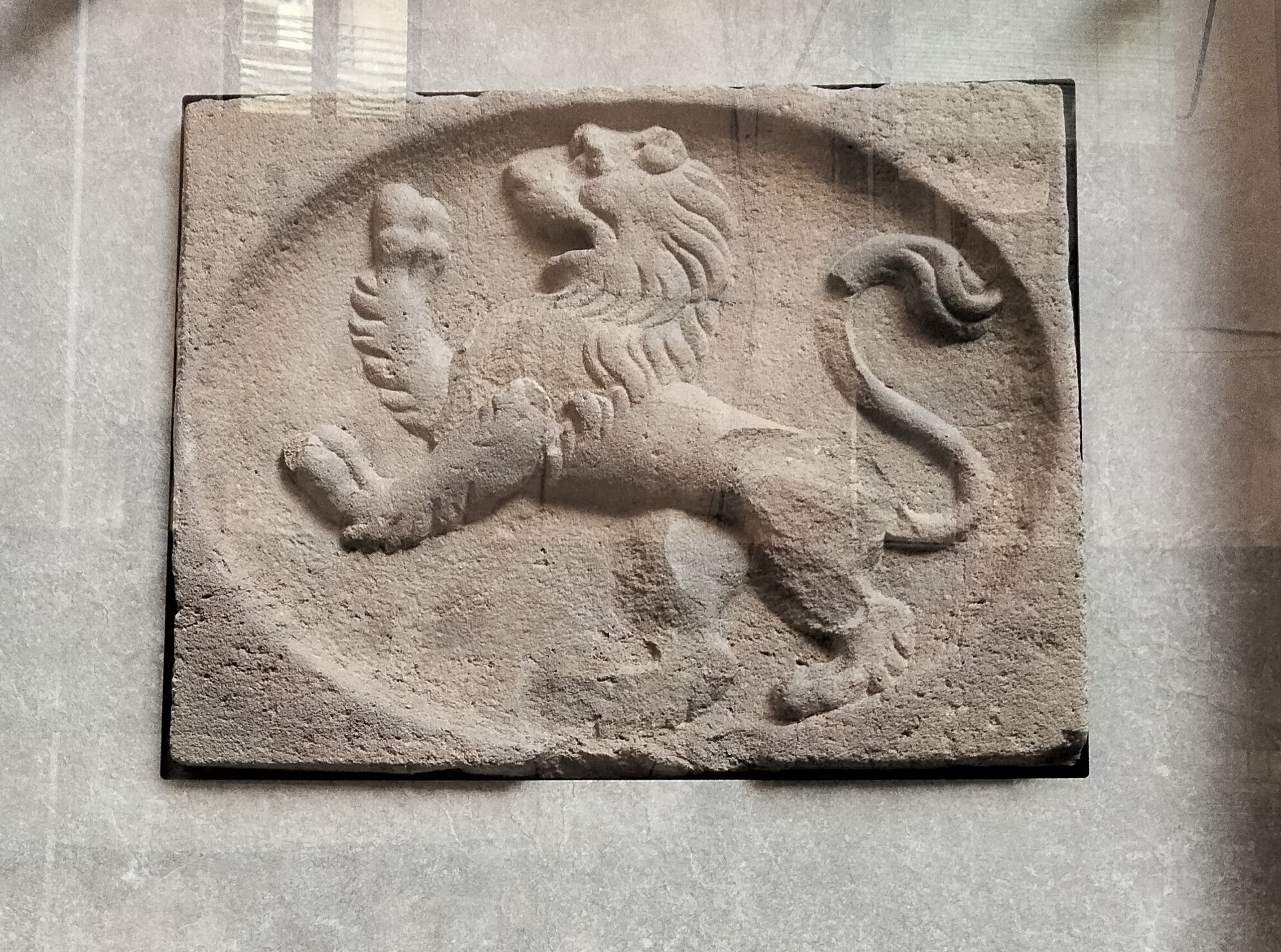
Escut amb el lleó del Gremi dels Pellaires, protegit per un vidre

El 1777, els cònsols Josep Baladia i Nicolau Montserrat van demanar permís per a remuntar un segon pis. Era una construcció de planta baixa i dos pisos recolzada en la porxada de la plaça de Sant Agustí Vell, amb una façana austera on destacava el balcó amb baranes de ferro forjat i tornapuntes del primer pis i l'escut del gremi, un lleó en baix relleu.
El 10 d'abril del 1840, la comissió anomenada pel Gremi va aprovar per unanimitat el projecte del mestre d'obres Antoni Jambrú i Riera per a edificar una casa-fàbrica de planta baixa i tres pisos al passeig de l'Esplanada (actualment carrer del Comerç). Aquest fou completat pel mestre d'obres Jeroni Granell i Barrera en quant a la façana principal, presentada a l'Ajuntament pels prohoms Ramon Font i Ignasi Trull.
Al llarg del temps, l'adoberia del Gremi va ser llogada a diferents industrials, com per exemple Josep Blanch i Rafael Pibernat.
Cap al 1990, l'antiga seu va ser enderrocada per la empresa mixta Promoció de Ciutat Vella SA (PROCIVESA) per a construir-hi un nou edifici d'habitatges, projectat pels arquitectes Ramon Garcia i Pere Giol, deixant al descobert el tram corresponent de l'antiga porxada.